# 新宿三丁目站
新宿三丁目站（日语：／ Shinjuku-sanchōme eki */?）是位於日本東京都新宿區新宿，屬於東京地下鐵、東京都交通局（都營地下鐵）的鐵路車站。
丸之內線的車內廣播會加入副站名「伊勢丹前」。

## 历史
- 1961年（昭和36年）2月8日：營團地下鐵丸之內線站區開業。
- 1980年（昭和55年）3月16日：都營地下鐵新宿線站區開業，成為轉乘站。
- 2004年（平成16年）4月1日：營團地下鐵民營化，丸之內線站區由東京地下鐵接手經營。
- 2008年（平成20年）6月14日：東京地下鐵副都心線站區開業。
- 2010年（平成21年）5月21日：新宿地下行人通道全面開通。E10號出入口啟用。

## 車站構造
丸之內線新宿三丁目站與都營新宿線新宿三丁目站有一段距離。經由新宿站、都廳前站、可通往西新宿站。
丸之內線上的地下通道「Metro Promenade」連接範圍廣泛，可步行至新宿站。從該地下道可經由新宿SUBNADE前往西武新宿站，接著經由新宿站與都廳前站前往西新宿站。藉由副都心線車站甲州街道對向的南北地下道，可前往新宿站南口、高島屋時代廣場。
丸之內線與副都心線、丸之內線與新宿線剪票口層有電梯與斜坡連通，各自剪票口層與月台之間也設有電梯。電梯的地面出入口共有5處。
新宿線車站與其他兩線距離較遠。
丸之內線與新宿線的定期乘車券須在本站轉乘。新宿線新宿站由於是京王電鐵管轄站，兩線無法進行轉乘。

### 東京地下鐵
丸之內線月台東端與副都心線月台北端有連絡通道連結，可站內轉乘。但由於尖峰時刻通道擁擠，2012年3月17日起開放普通乘車券、回數券、PASMO、Suica付費區外轉乘。與其他付費區外轉乘站相同，定期券及一日乘車券以外的轉乘時間限定為30分，普通乘車券與回數券需使用橘色的轉乘專用驗票閘門。
在與東急東橫線相互直通運轉後，由於副都心線乘客增加，為紓緩轉乘通道的人潮，2012年至2013年2月增設電扶梯與專用剪票口、售票處，與丸之內線新宿御苑前方剪票口搬遷。
2013年3月4日起，早晨尖峰時刻限定單向轉乘，丸之內線無法藉由通道轉乘副都心線。

#### 丸之內線
為島式月台1面2線地下車站。站體位於新宿通下方，東端在新宿三丁目交差點附近。剪票口位於地下1層，月台在地下2層。
過去伊勢丹側樓梯在月台東端，後為了挪出副都心線的連絡通道空間，在2006年8月13日起往新宿方向移動約30公尺。剪票口也隨之移動。2013年3月如上段所述再次搬遷。
廁所在地下1樓付費區外東端（副都心線、都營新宿線連絡階梯附近），附設多功能廁所。
新宿側設有轉轍器。

#### 副都心線
島式月台1面2線地下車站。站體位於明治通下方新宿三丁目交差點至新宿四丁目交差點附近。
由於車站建在既有的丸之內線與都營新宿線之間，構造複雜，花費7年才完工。
與明治神宮前站及澀谷站相同，大廳層與部分月台層採取挑高設計。
東新宿側設有拖上線，東急東橫線、橫濱高速鐵道港未來線方向全日皆有以本站為起訖點的班次。副都心線開業時的班表設定早晨有本站始發往澀谷、平日早晨尖峰時刻有澀谷至本站的回送列車，在2013年3月16日與東橫線、港未來線相互直通運轉後，本站始發、終停的列車大幅增加。平日日間、周六日早晨～傍晚每小時有兩班以本站為起訖站的班次。
廁所位於地下2樓北側付費區內，附設多功能廁所。
副都心線自開業起，幾乎全日皆有警備員及站員執勤。
2017年3月25日起開始營運的付費座席指定列車「S-TRAIN」在周末假日駛入副都心線，並停靠本站。

#### 月台配置
| 月台                    | 路線     | 目的地                           |
| ----------------------- | -------- | -------------------------------- |
| 丸之內線月台（地下2樓） |          |                                  |
| 1                       | 丸之內線 | 新宿、中野坂上、方南町方向       |
| 2                       | 丸之內線 | 赤坂見附、銀座、東京、池袋方向   |
| 副都心線月台（地下3樓） |          |                                  |
| 3                       | 副都心線 | 澀谷、橫濱、元町·中華街方向      |
| 4                       | 副都心線 | 池袋、和光市、森林公園、飯能方向 |

（來源：東京地下鐵:構內圖 （页面存档备份，存于））

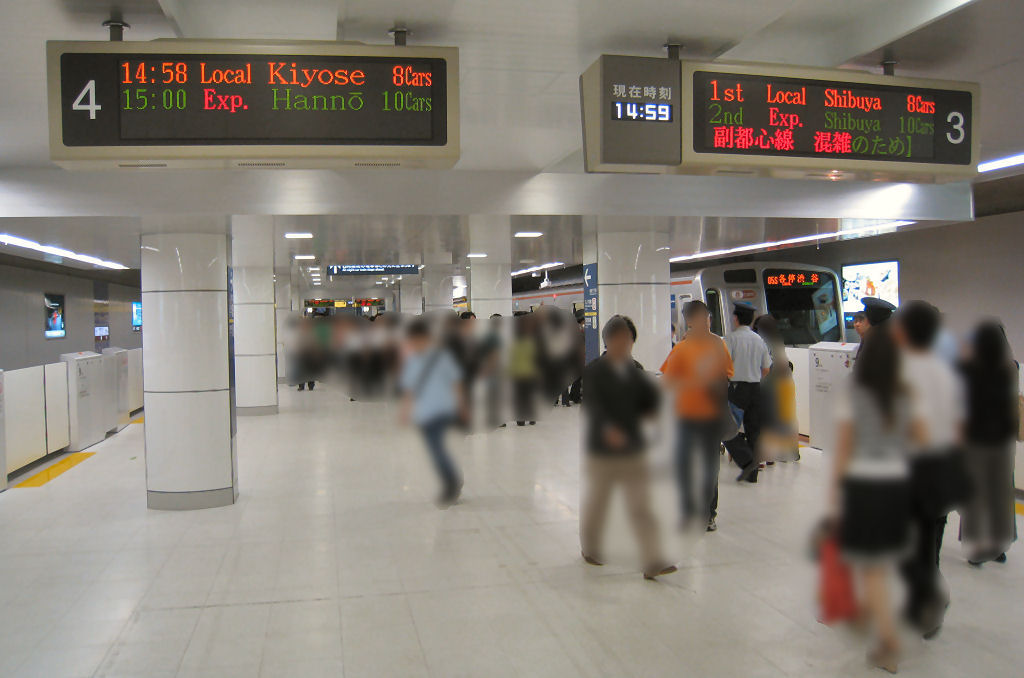
副都心線月台（2008年6月14日）
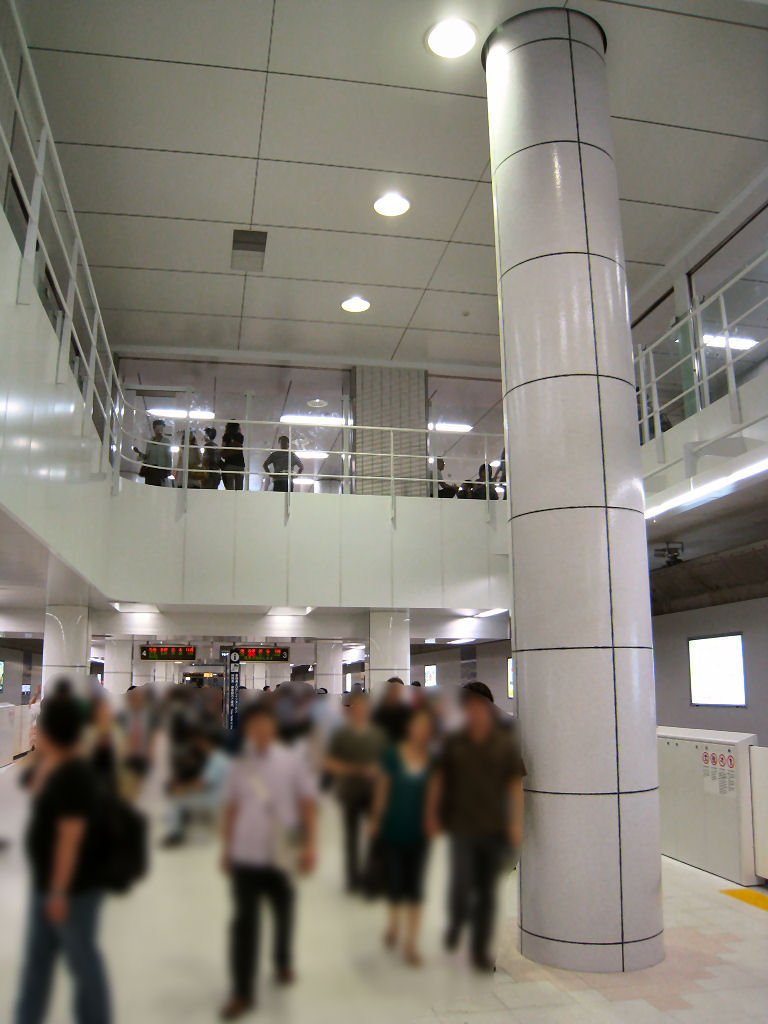
副都心線月台挑高（2008年6月14日）

### 東京都交通局
月台位於地下3樓、改札口位於地下1樓，為1面2線島式月台地下車站。由於月台位於曲線區段，視線不佳，長時間有鐵路人員常駐。改札口只有1處。
車站（所在地、新宿三丁目3-2）大部分位於新宿三丁目，月台西端與部份出入口（C7與C8）位於新宿二丁目。都營新宿三丁目站有地下連絡通路連接地下鐵新宿站。可由地下通路步往JR新宿站、都廳方向而不用走出地面。(6:00～23:00)
2007年12月更新標示系統，採用與東京地下鐵風格相近的設計。廁所位於付費區內。
本站由都廳前站務管理所市谷站務區管轄。車站業務委託給東京都營交通協力會。

#### 月台配置
| 月台 | 路線   | 目的地                             |
| ---- | ------ | ---------------------------------- |
| 1    | 新宿線 | 新宿、笹塚、京王線方向             |
| 2    | 新宿線 | 神保町、馬喰橫山、大島、本八幡方向 |

（來源：都營地下鐵:車站構內圖 （页面存档备份，存于））

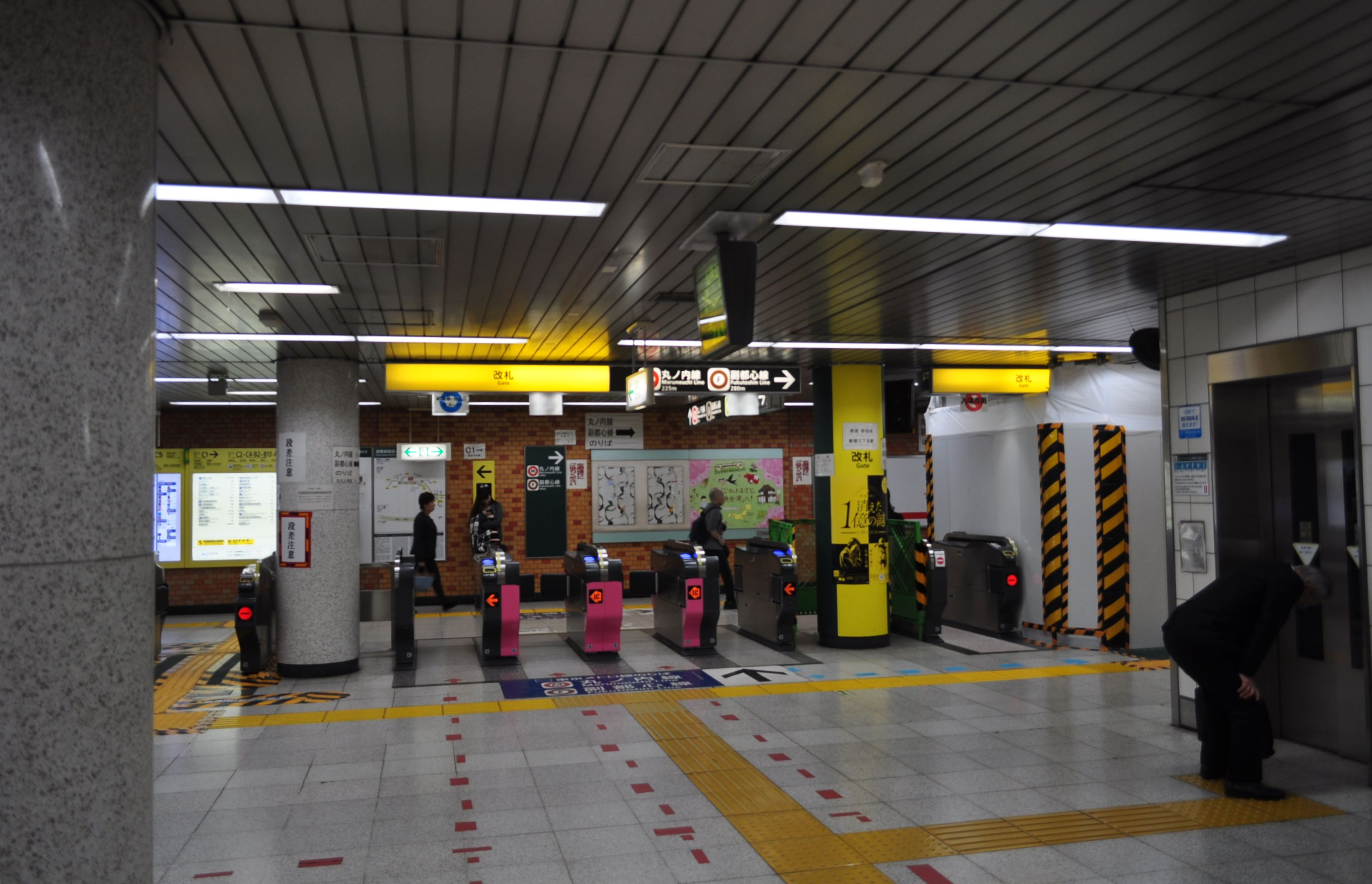
都營新宿線閘口（2018年3月12日攝）
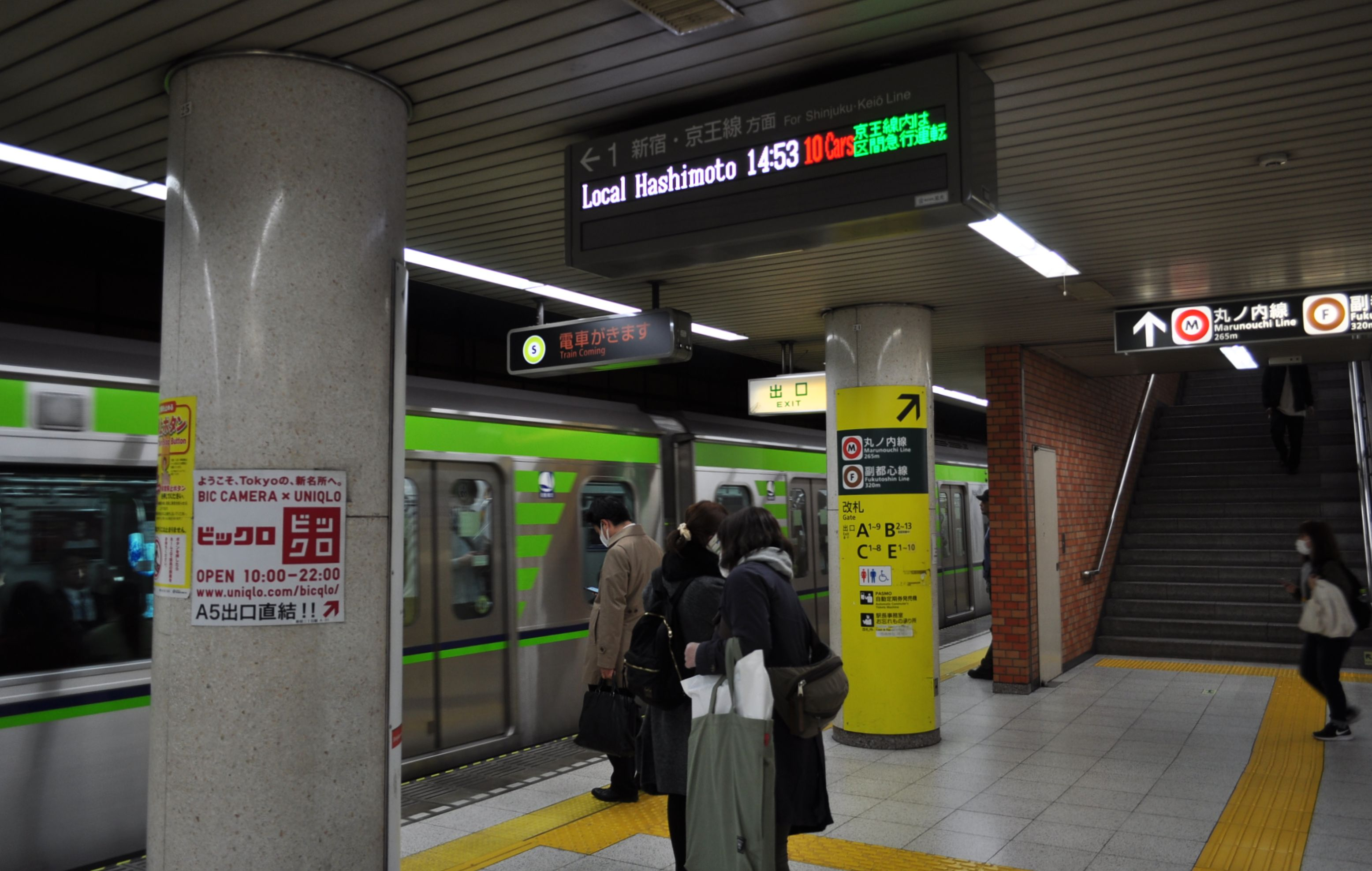
都營新宿線上行線月台（2018年3月12日攝）

## 利用狀況
- 東京地下鐵 - 2017年度1日平均上下車人次為163,044人[使用人數 1]。
東京地下鐵全部130個車站當中次於西日暮里站名列18位。在2008年副都心線開業、2013年與東急東橫線相互直通運轉後，使用人數大幅增加。
  - 含東京地下鐵線內轉乘人次，2017年度各路線1日平均上下車人次如下[乗降データ 1]。
    - 丸之內線 - 171,534人 - 同線內次於池袋站、新宿站、東京站、赤坂見附站、大手町站排名第6位。
    - 副都心線 - 208,884人 - 同線內僅次於澀谷站、小竹向原站位居第3位。
- 都營地下鐵 - 2017年度1日平均上下車人次為73,148人（上車人次：35,916人，下車人次：37,232人）[使用人數 2]。
新宿線全部21個車站當中次於森下站排名第8位。

### 各年度1日平均上下車人次
各年度1日平均上下車人次如下表。
| 年度               | 營團 / 東京地下鐵  | 營團 / 東京地下鐵 | 都營地下鐵         | 都營地下鐵 |
| 年度               | 1日平均 上下車人次 | 增長率            | 1日平均 上下車人次 | 增長率     |
| ------------------ | ------------------ | ----------------- | ------------------ | ---------- |
| 2000年（平成12年） | 49,807             |                   |                    |            |
| 2001年（平成13年） | 48,251             | −3.1%             |                    |            |
| 2002年（平成14年） | 46,712             | −3.2%             | 38,850             |            |
| 2003年（平成15年） | 47,091             | 0.8%              | 38,451             | −1.0%      |
| 2004年（平成16年） | 47,314             | 0.5%              | 37,935             | −1.3%      |
| 2005年（平成17年） | 47,027             | −0.6%             | 38,127             | 0.5%       |
| 2006年（平成18年） | 47,034             | 0.0%              | 38,918             | 2.1%       |
| 2007年（平成19年） | 46,107             | −2.3%             | 41,428             | 6.5%       |
| 2008年（平成20年） | 92,492             | 100.6%            | 47,842             | 15.5%      |
| 2009年（平成21年） | 96,951             | 4.8%              | 51,060             | 6.7%       |
| 2010年（平成22年） | 99,359             | 2.5%              | 51,304             | 0.5%       |
| 2011年（平成23年） | 97,688             | −1.7%             | 50,458             | −1.7%      |
| 2012年（平成24年） | 102,605            | 5.0%              | 52,303             | 3.7%       |
| 2013年（平成25年） | 133,613            | 30.2%             | 60,897             | 16.4%      |
| 2014年（平成26年） | 140,767            | 5.4%              | 64,277             | 5.5%       |
| 2015年（平成27年） | 149,796            | 6.4%              | 68,358             | 6.3%       |
| 2016年（平成28年） | 156,401            | 4.4%              | 70,611             | 3.3%       |
| 2017年（平成29年） | 163,044            | 4.2%              | 73,148             | 3.6%       |

### 各年度1日平均上車人次（1958年－2000年）
各年度1日平均上車人次如下表。
| 年度               | 營團   | 都營地下鐵 | 來源              |
| ------------------ | ------ | ---------- | ----------------- |
| 1958年（昭和33年） | 12,589 | 未開業     | [ 東京都統計 1 ]  |
| 1959年（昭和34年） | 13,720 | 未開業     | [ 東京都統計 2 ]  |
| 1960年（昭和35年） | 15,738 | 未開業     | [ 東京都統計 3 ]  |
| 1961年（昭和36年） | 12,154 | 未開業     | [ 東京都統計 4 ]  |
| 1962年（昭和37年） | 13,002 | 未開業     | [ 東京都統計 5 ]  |
| 1963年（昭和38年） | 13,400 | 未開業     | [ 東京都統計 6 ]  |
| 1964年（昭和39年） | 17,623 | 未開業     | [ 東京都統計 7 ]  |
| 1965年（昭和40年） | 16,074 | 未開業     | [ 東京都統計 8 ]  |
| 1966年（昭和41年） | 13,363 | 未開業     | [ 東京都統計 9 ]  |
| 1967年（昭和42年） | 14,053 | 未開業     | [ 東京都統計 10 ] |
| 1968年（昭和43年） | 14,788 | 未開業     | [ 東京都統計 11 ] |
| 1969年（昭和44年） | 15,636 | 未開業     | [ 東京都統計 12 ] |
| 1970年（昭和45年） | 16,299 | 未開業     | [ 東京都統計 13 ] |
| 1971年（昭和46年） | 16,628 | 未開業     | [ 東京都統計 14 ] |
| 1972年（昭和47年） | 16,496 | 未開業     | [ 東京都統計 15 ] |
| 1973年（昭和48年） | 16,438 | 未開業     | [ 東京都統計 16 ] |
| 1974年（昭和49年） | 14,868 | 未開業     | [ 東京都統計 17 ] |
| 1975年（昭和50年） | 16,060 | 未開業     | [ 東京都統計 18 ] |
| 1976年（昭和51年） | 15,825 | 未開業     | [ 東京都統計 19 ] |
| 1977年（昭和52年） | 15,910 | 未開業     | [ 東京都統計 20 ] |
| 1978年（昭和53年） | 15,882 | 未開業     | [ 東京都統計 21 ] |
| 1979年（昭和54年） | 16,689 | 9,500      | [ 東京都統計 22 ] |
| 1980年（昭和55年） | 19,558 | 11,540     | [ 東京都統計 23 ] |
| 1981年（昭和56年） | 21,126 | 13,345     | [ 東京都統計 24 ] |
| 1982年（昭和57年） | 21,784 | 14,296     | [ 東京都統計 25 ] |
| 1983年（昭和58年） | 22,773 | 16,292     | [ 東京都統計 26 ] |
| 1984年（昭和59年） | 23,625 | 17,110     | [ 東京都統計 27 ] |
| 1985年（昭和60年） | 23,893 | 17,405     | [ 東京都統計 28 ] |
| 1986年（昭和61年） | 24,668 | 18,107     | [ 東京都統計 29 ] |
| 1987年（昭和62年） | 24,768 | 18,790     | [ 東京都統計 30 ] |
| 1988年（昭和63年） | 24,830 | 19,471     | [ 東京都統計 31 ] |
| 1989年（平成元年） | 24,392 | 20,323     | [ 東京都統計 32 ] |
| 1990年（平成02年） | 24,721 | 21,005     | [ 東京都統計 33 ] |
| 1991年（平成03年） | 24,251 | 21,391     | [ 東京都統計 34 ] |
| 1992年（平成04年） | 23,589 | 16,871     | [ 東京都統計 35 ] |
| 1993年（平成05年） | 23,060 | 20,011     | [ 東京都統計 36 ] |
| 1994年（平成06年） | 22,808 | 20,260     | [ 東京都統計 37 ] |
| 1995年（平成07年） | 21,975 | 19,770     | [ 東京都統計 38 ] |
| 1996年（平成08年） | 23,110 | 19,989     | [ 東京都統計 39 ] |
| 1997年（平成09年） | 23,260 | 20,392     | [ 東京都統計 40 ] |
| 1998年（平成10年） | 23,293 | 21,526     | [ 東京都統計 41 ] |
| 1999年（平成11年） | 22,779 | 20,828     | [ 東京都統計 42 ] |
| 2000年（平成12年） | 22,564 | 20,260     | [ 東京都統計 43 ] |

### 各年度1日平均上車人次（2001年以後）
| 年度               | 營團 / 東京地下鐵 | 營團 / 東京地下鐵 | 都營地下鐵 | 來源              |
| 年度               | 丸之內線          | 副都心線          | 都營地下鐵 | 來源              |
| ------------------ | ----------------- | ----------------- | ---------- | ----------------- |
| 2001年（平成13年） | 21,962            | 未開業            | 19,090     | [ 東京都統計 44 ] |
| 2002年（平成14年） | 21,490            | 未開業            | 19,055     | [ 東京都統計 45 ] |
| 2003年（平成15年） | 21,587            | 未開業            | 18,803     | [ 東京都統計 46 ] |
| 2004年（平成16年） | 21,518            | 未開業            | 18,398     | [ 東京都統計 47 ] |
| 2005年（平成17年） | 21,444            | 未開業            | 18,411     | [ 東京都統計 48 ] |
| 2006年（平成18年） | 21,345            | 未開業            | 18,638     | [ 東京都統計 49 ] |
| 2007年（平成19年） | 21,120            | 未開業            | 19,718     | [ 東京都統計 50 ] |
| 2008年（平成20年） | 21,340            | 24,557            | 23,064     | [ 東京都統計 51 ] |
| 2009年（平成21年） | 22,077            | 25,570            | 24,748     | [ 東京都統計 52 ] |
| 2010年（平成22年） | 22,356            | 26,447            | 24,889     | [ 東京都統計 53 ] |
| 2011年（平成23年） | 21,945            | 26,413            | 24,435     | [ 東京都統計 54 ] |
| 2012年（平成24年） | 23,022            | 27,701            | 25,430     | [ 東京都統計 55 ] |
| 2013年（平成25年） | 26,224            | 40,178            | 29,732     | [ 東京都統計 56 ] |
| 2014年（平成26年） | 27,185            | 43,115            | 31,421     | [ 東京都統計 57 ] |
| 2015年（平成27年） | 28,612            | 46,361            | 33,490     | [ 東京都統計 58 ] |
| 2016年（平成28年） | 29,888            | 48,745            | 34,589     | [ 東京都統計 59 ] |
| 2017年（平成29年） |                   |                   | 35,916     |                   |

備註
1. ↑  1958年3月15日開業。開業日から1959年3月31日までの計17日間を集計したデータ。
2. ↑  1980年3月16日開業。開業日から1980年3月31日までの計16日間を集計したデータ。
3. ↑  2008年6月14日開業。

## 車站周邊
- 另可參照新宿站與新宿。

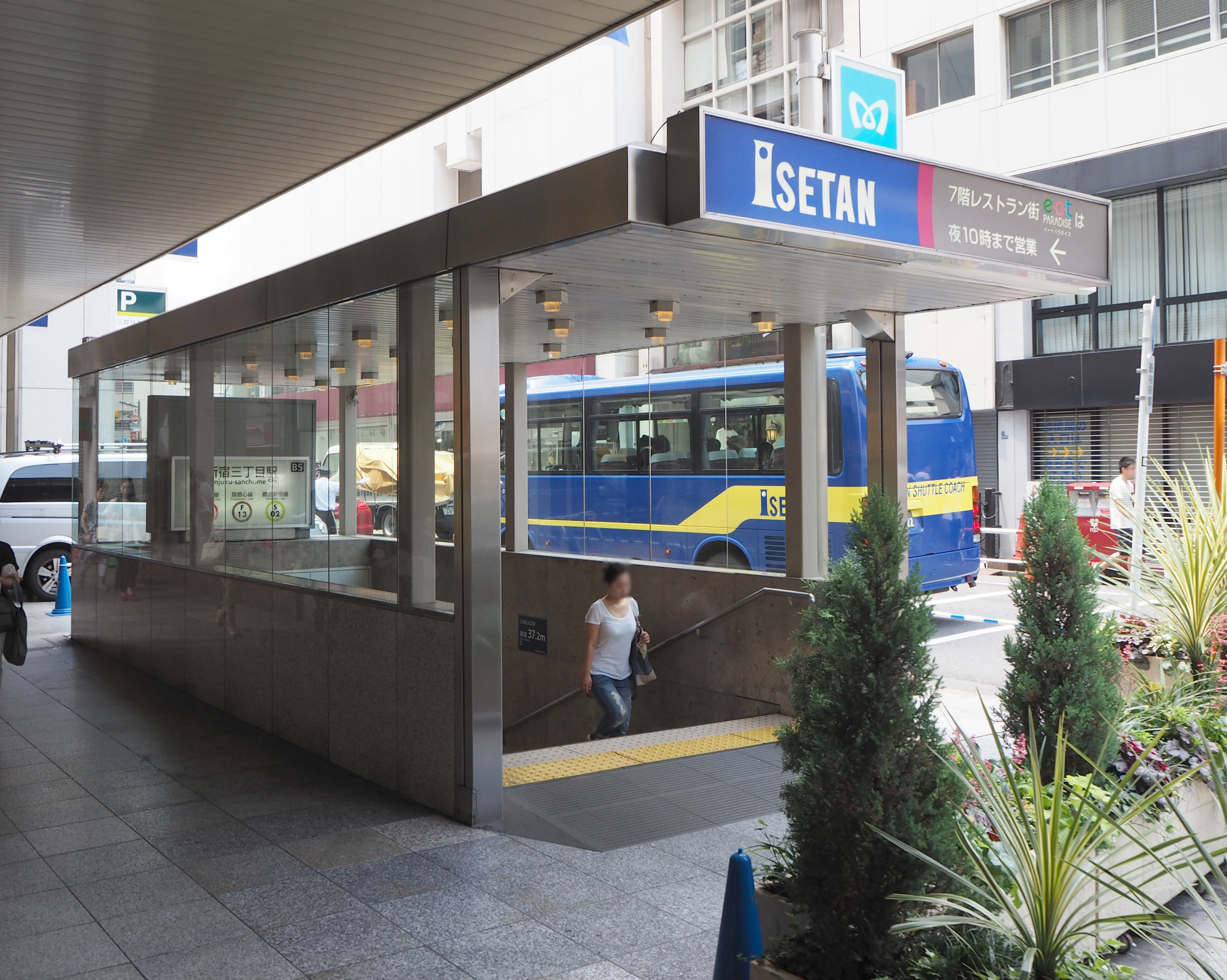
B5出入口

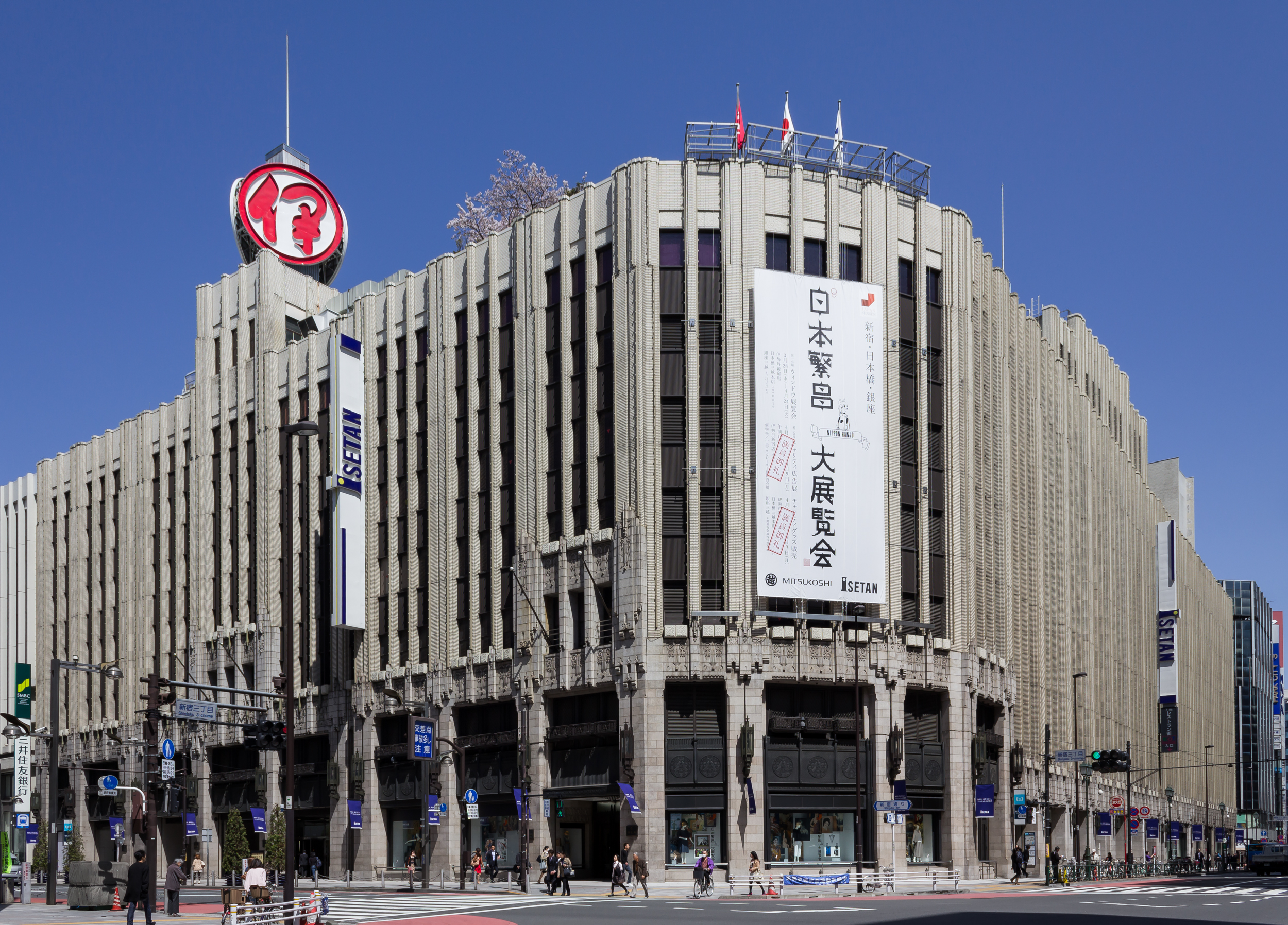
伊勢丹新宿本店

本站與「Metro Promenade」連通的丸之內線新宿站之間有許多出入口，因此兩站出入口統一以下列規則設定出口編號（D為都營大江戶線新宿西口站出入口）。本條目記載兩站中間的新宿SUBNADE地下街（B10出口附近、廣告右下管理編號"M09〈新宿三〉"至"M08〈新宿〉"）至新宿三丁目站側（東側）。

### A
連結兩站的地下通道（Metro Promenade）南側
- A1：三菱丸江大樓、JTB、新宿御苑
- A2、A3：新宿丸井本館（A3關閉中）
- A4：丸井、喜多大樓
- A5：bicqlo（日语：ビックロ）（舊新宿三越）
- A6：中村屋（關閉中）
- A7：新宿高野

### B
連結兩站的地下通道（Metro Promenade）北側
- B1：往都營地下鐵的樓梯
- B2：三和東洋大樓、電影街、新宿末廣亭（日语：新宿末廣亭）（演藝場）
- B3：伊勢丹 新宿本店、新宿文化中心
- B4：伊勢丹新宿本店
- B5：三井住友銀行新宿通支店、伊勢丹新宿本店、新宿三郵便局
- B6：川瀨大樓
- B7：紀伊國屋大樓、新宿區役所（日语：新宿区役所）
- B8：三峰館
- B9：新宿區役所
- B10：新宿SUBNADE（日语：新宿サブナード）、西武新宿站
- B11：歌舞伎町、瑞穗銀行

### C
都營新宿線開業時設置
- C1：JTB、京王新宿三丁目大樓、新宿三丁目東大樓（日语：新宿三丁目イーストビル）（新宿丸井別館、新宿WALD 9）、世界堂（日语：世界堂）
- C2：三和東洋大樓
- C3：東新宿大樓、瑞穗銀行
- C4：京王新宿三丁目第二大樓
- C5：新宿御苑、要通
- C6：新宿區役所、花園神社
- C7：四谷警察署（日语：四谷警察署）御苑大通交番、Park City伊勢丹、東京醫科大學、八千代銀行（日语：八千代銀行）本店、靜岡銀行新宿支店、全國生活與健康守護聯合會（日语：全国生活と健康を守る会連合会）
- C8：新宿二丁目、BYGS（ビッグス）新宿大樓、花園通、東京電力株式會社東京支店、新宿二郵便局

### E
副都心線開業時設置。明治通與御苑大通交差點～新宿三丁目交差點～新宿四丁目交差點～高島屋時代廣場之間的南北通道，長約800公尺。將來預定連通新宿SUBNADE。
- E1：日清食品、新宿區役所第二分廳舍、新宿明治通郵便局
- E2：新宿區役所、花園神社、新宿丸井男士館、伊勢丹男士館
- E3：米兵（日语：コメ兵）新宿店、UNIQLO新宿三丁目店
- E4：RAINBOW VILLAGE（レインボービレッジビル）
- E5：天龍寺（日语：天龍寺 (新宿区)）、東京都立新宿高等學校（日语：東京都立新宿高等学校）、新宿御苑（新宿門）
- E6：新四curumu大樓
- E7：Rei Flat新宿（レイフラット新宿）、da Vinci新宿（ダヴィンチ新宿）
- E8：JR新宿站（新南口）、高島屋時代廣場
- E9：甲州街道（國道20號）、明治通、WINS新宿（日语：ウインズ新宿）（中央競馬場外馬券賣場（日语：場外馬券売場））
- E10：JR新宿站東南口廣場

E10出入口是2010年5月21日新宿地下步道（甲州街道地下）全面啟用時新設。副都心線開業當初僅啟用至現在的E9出入口，當時沒有出口編號，僅稱為「新宿地下步道出口」。
E6出入口因長期施工，晚至2012年3月1日才開放使用。

### 巴士路線

#### 新宿三丁目
都營巴士
- C4出口附近（平日、周六）、C8出口附近（假日）
  - 〈品97〉 經四谷三丁目、信濃町站、青山一丁目站往品川站高輪口
- C1出口附近（平日、周六 丸井ONE附近）、C5出口附近（假日）
  - 〈品97〉 往新宿站西口 ※平日、周六經新宿站東口

#### 新宿伊勢丹前
都營巴士
- 明治通B3出口附近（伊勢丹東側）
  - 〈池86〉 經東新宿站、新宿Cosmic Center（新宿コズミックセンター）、學習院下往池袋站東口
  - 〈早77〉 經東新宿站、新宿Cosmic Center往早稻田
- 明治通B3出口對向（米兵附近）
  - 〈池86〉 經北參道往澀谷站東口

#### 新宿追分
都營巴士
- B5出口附近（伊勢丹、docomo shop南側）
  - 〈品97〉 經四谷三丁目、信濃町站青山一丁目站往品川站高輪口 ※僅平日、週六
- A4出口附近（丸井本館附近）
  - 〈品97〉 經新宿站東口往新宿站西口（經新宿站東口） ※僅平日、週六

#### 新宿五丁目
都營巴士
- 靖國通伊勢丹新館對向（新宿五丁目交差點西北側）
  - 〈白61〉 經曙橋、牛込柳町站、江戶川橋、日本女子大、目白站、落合南長崎站、新江古田站往往練馬車庫前（櫻台）（日语：都営バス練馬支所）、練馬站
  - 〈宿74〉 經國立國際醫療研究中心（日语：国立国際医療研究センター）前往東京女子醫大前
  - 〈宿75〉 經拔辯天往東京女子醫大前、經東京女子醫大前、四谷站、半藏門往三宅坂（日语：三宅坂）
  - 〈品97〉 經四谷三丁目、信濃町站、青山一丁目站往品川站高輪口 ※僅假日
  - 〈早77〉 經東新宿站、新宿Cosmic Center往早稻田 ※僅假日
- 靖國通伊勢丹新館、新宿Piccadilly（日语：新宿ピカデリー）（無印良品）前
  - 〈白61、宿74、宿75、早77、品97〉 經歌舞伎町往新宿站西口（經歌舞伎町）

#### 新宿三丁目、RAINBOW VILLAGE前
京王巴士東
- 〈新宿WE巴士〉 往新宿站西口（經新宿站南口、都廳本廳舍）

## 附記
- 丸之內線本站～新宿站間營業距離僅0.3公里，是東京地下鐵最短的區間。都營新宿線本站～新宿站間營業距離為0.8公里。
- 以新宿三丁目站為題材的小說有《丸之內線七十秒之壁》（丸ノ內線七十秒の壁）（蘇部健一）。
- 戰前本站附近設有京王線新宿追分站，因戰爭電力不足無法跨越甲州街道國鐵線跨線橋而移至現在新宿站所在地。京王電鐵舊本社大樓就在該站附近。
- 丸之內線與副都心線的連絡通道非常短，最短僅50公尺左右。通道有支撐荻窪方向線路的梁柱。
- 丸之內線與副都心線除本站外，也在池袋站接續，但由於丸之內線是經東京站的迂迴路線，副都心線接近直線，因此副都心線所需時間較短。另外搭乘丸之內線來往池袋站～本站間，在使用普通乘車券與回數券（含時差回數券、周末回數券）[8]時，運費以最短路徑的副都心線計算（至池袋站為170日圓，IC卡165日圓）[9]。

## 相鄰車站
東京地下鐵
 丸之內線
新宿（M 08）－新宿三丁目（M 09）－新宿御苑前（M 10）
 副都心線
- □S-TRAIN停靠站

■通勤急行
池袋（F 09）－新宿三丁目（F 13）－澀谷（F 16）
■急行
池袋（F 09）－新宿三丁目（F 13）－明治神宮前〈原宿〉（F 15）
■各站停車
東新宿（F 12）－新宿三丁目（F 13）－北參道（F 14）
東京都交通局（都營地下鐵）
 新宿線

■急行
通過
■各站停車
新宿（S 01）－新宿三丁目（S 02）－曙橋（S 03）

### 來源
地下鐵1日平均使用人數
1. ↑  .   [2016-07-09]. （原始内容存档于2018-02-13）.
2. ↑  .   [2016-03-08]. （原始内容存档于2016-03-04）.

地下鐵統計資料
1. 1 2  各種報告書 （页面存档备份，存于） - 関東交通広告協議会
2. 1 2  新宿区の概況 （页面存档备份，存于） - 新宿区

東京都統計年鑑
1. ↑  昭和33年PDF - 16ページ
2. ↑  .   [2019-01-06]. （原始内容存档于2016-03-05）.
3. ↑  .   [2019-01-06]. （原始内容存档于2016-03-05）.
4. ↑  .   [2019-01-06]. （原始内容存档于2015-06-29）.
5. ↑  .   [2019-01-06]. （原始内容存档于2015-06-29）.
6. ↑  .   [2019-01-06]. （原始内容存档于2015-06-29）.
7. ↑  .   [2019-01-06]. （原始内容存档于2015-06-29）.
8. ↑  .   [2019-01-06]. （原始内容存档于2016-03-05）.
9. ↑  .   [2019-01-06]. （原始内容存档于2016-03-05）.
10. ↑  .   [2019-01-06]. （原始内容存档于2016-03-05）.
11. ↑  .   [2019-01-06]. （原始内容存档于2016-03-05）.
12. ↑  .   [2019-01-06]. （原始内容存档于2016-03-05）.
13. ↑  .   [2019-01-06]. （原始内容存档于2016-03-05）.
14. ↑  .   [2019-01-06]. （原始内容存档于2015-06-29）.
15. ↑  .   [2019-01-06]. （原始内容存档于2015-06-29）.
16. ↑  .   [2019-01-06]. （原始内容存档于2015-06-29）.
17. ↑  .   [2019-01-06]. （原始内容存档于2016-03-05）.
18. ↑  .   [2019-01-06]. （原始内容存档于2016-06-02）.
19. ↑  .   [2019-01-06]. （原始内容存档于2015-06-29）.
20. ↑  .   [2019-01-06]. （原始内容存档于2016-03-05）.
21. ↑  .   [2019-01-06]. （原始内容存档于2015-06-29）.
22. ↑  .   [2019-01-06]. （原始内容存档于2016-03-05）.
23. ↑  .   [2019-01-06]. （原始内容存档于2016-03-05）.
24. ↑  .   [2019-01-06]. （原始内容存档于2016-03-05）.
25. ↑  .   [2019-01-06]. （原始内容存档于2015-06-29）.
26. ↑  .   [2019-01-06]. （原始内容存档于2015-06-29）.
27. ↑  .   [2019-01-06]. （原始内容存档于2015-06-29）.
28. ↑  .   [2019-01-06]. （原始内容存档于2016-03-05）.
29. ↑  .   [2019-01-06]. （原始内容存档于2016-03-05）.
30. ↑  .   [2019-01-06]. （原始内容存档于2015-06-29）.
31. ↑  .   [2019-01-06]. （原始内容存档于2016-03-05）.
32. ↑  .   [2019-01-06]. （原始内容存档于2016-03-05）.
33. ↑  .   [2019-01-06]. （原始内容存档于2016-03-05）.
34. ↑  .   [2019-01-06]. （原始内容存档于2016-03-05）.
35. ↑  .   [2016-07-09]. （原始内容存档于2013-08-15）.
36. ↑  .   [2016-07-09]. （原始内容存档于2013-02-03）.
37. ↑  .   [2016-07-09]. （原始内容存档于2013-02-03）.
38. ↑  .   [2016-07-09]. （原始内容存档于2013-02-03）.
39. ↑  .   [2016-07-09]. （原始内容存档于2013-02-03）.
40. ↑  .   [2016-07-09]. （原始内容存档于2016-03-04）.
41. ↑  平成10年PDF
42. ↑  平成11年PDF
43. ↑  .   [2016-07-09]. （原始内容存档于2016-03-04）.
44. ↑  .   [2016-07-09]. （原始内容存档于2016-03-04）.
45. ↑  .   [2016-07-09]. （原始内容存档于2017-07-29）.
46. ↑  .   [2016-07-09]. （原始内容存档于2017-07-29）.
47. ↑  .   [2016-07-09]. （原始内容存档于2017-07-29）.
48. ↑  .   [2016-07-09]. （原始内容存档于2017-07-29）.
49. ↑  .   [2016-07-09]. （原始内容存档于2017-07-29）.
50. ↑  .   [2016-07-09]. （原始内容存档于2017-07-29）.
51. ↑  .   [2016-07-09]. （原始内容存档于2017-07-29）.
52. ↑  .   [2016-07-09]. （原始内容存档于2016-03-26）.
53. ↑  .   [2016-07-09]. （原始内容存档于2016-03-27）.
54. ↑  .   [2016-07-09]. （原始内容存档于2016-03-25）.
55. ↑  .   [2016-07-09]. （原始内容存档于2016-03-27）.
56. ↑  .   [2016-07-09]. （原始内容存档于2016-03-22）.
57. ↑  .   [2016-07-09]. （原始内容存档于2017-07-30）.
58. ↑  .   [2019-01-06]. （原始内容存档于2018-11-09）.
59. ↑  .   [2019-01-06]. （原始内容存档于2019-05-02）.

## 外部連結
- 新宿三丁目/M09/F13 | 路線・車站資訊 | 東京地下鐵
- 新宿三丁目 - 東京都交通局